# Исход казахов из Синьцзяна
Исхо́д каза́хов из Синьцзяна (кит. 新疆居民外逃事件, каз. قازاقتاردىڭ شىڭجاڭنان بوسۋى, қазақтардың Шыңжаңнан босуы) — вынужденное переселение китайских казахов из Синьцзяна (Восточный Туркестан) в другие регионы Китая, Монголию и британскую Индию (после 1947 года — Индия и Пакистан), а затем и в другие страны в 1940-е — 1960-е годы. Этот процесс встретил сопротивление со стороны китайских властей и сопровождался значительными потерями в рядах переселенцев.

## Исторический фон
До 1949 года Синьцзян вследствие значительной отдалённости был под властью Китая лишь номинально. Коренные жители этого региона (казахи, киргизы, уйгуры, дунгане) на протяжении истории сражались за независимость с маньчжурской властью, республиканским Китаем, а затем и с коммунистами. Казахи принимали участие в восстаниях 1930—1940 годов, а в Илийском восстании 1944—1949 годов сыграли ведущую роль. Казахи всегда были значительной политической силой в Синьцзяне, игнорировать которую было опасно, и силы, желавшие контролировать этот регион, старались заручиться поддержкой казахов или подавить их.
В 1930-е годы в Восточном Туркестане насчитывалось около 800 тыс. казахов, из которых к 1950-м годам в результате восстаний и последующего исхода казахов в Индию погибло около 100 тыс. Согласно китайским источникам, в 1937—1943 годах в Синьцзяне проживало 4 360 020 человек, из которых 930 тыс. были казахами, но к 1953 году, согласно данным Всекитайской переписи 1953—1954 годов, это число снизилось до 421 тыс. человек (убыль 45 %).

## Причины
Основной причиной исхода является действия китайских властей в лице Цзинь Шужэня и Шэн Шицая по захвату казахских пастбищ для дальнейшей передачи ханьцам и монголам, что было неприемлемо для казахов. Кроме того, жестокому подавлению подверглись национально-освободительные движения народов Восточного Туркестана, многие лидеры казахов были обезглавлены или расстреляны. В своём интервью Годфри Лиасу один из лидеров казахских переселенцев Хусаин-тайджи (каз. Құсайын тәйжі) на вопрос о причине, которая сподвигла казахов покинуть родину, ответил, что «лучше умереть, чем жить как животное».

Они крали наш скот и насиловали наших жен и дочерей, прежде чем их убить. И даже местные китайцы не понимали их языка, потому что они прибыли из Маньчжурии, где люди говорят на грубом диалекте. Они были убийцами и головорезами, а также ворами. И увидев у человека, улыбнувшегося им, даже один золотой зуб, они убивали его, чтобы завладеть этим золотом.— Откровения одного из беженцев Годфри Лиасу.

## Исход

### 1930-е годы
Из-за перечисленных выше причин, тысячи казахов переселились в соседние с Синьцзяном регионы Китая — Цинхай и Ганьсу.
В августе 1935 года в местечке Койсу, в доме Заипа-тайджи Акыпулы прошла встреча казахских лидеров, которые решили потребовать у Шэн Шицая особого положения для восточно-туркестанцев, но это требование не было выполнено. После ещё одной встречи в 1936 году в Баркуле, старейшины решили искать помощи у фактического правителя Цинхая генерала-дунганина (хуэй) Ма Буфана. Группа казахов в 1939 году сумела добраться до Ма Буфана, который хотел использовать их в своих интересах, но те не согласились и были подвергнуты кровавой расправе. После этого группа, которая насчитывала более 20 тысяч человек, сократилась до 135 человек.
В 1938 году 500 казахских семей перебрались в Монголию, 5 тыс. казахов решили через Тибет добраться до Индии. Идея об уходе в Индию у казахов возникла задолго до этих событий — в 1906 (версия Хызыр-бека Гайретуллы), 1903 (Халифа Алтай) или 1913 году (Годфри Лиас). В то время казахи сражались против непомерных налогов маньчжурских властей. Боке-батыр, решившийся на переход через Тибет вместе с 5 тыс. сородичей, был обезглавлен в Лхасе, а голова его была в 1904 году выставлена на обозрение в Урумчи. Часть уцелевших казахов вернулась обратно, а часть сумела добраться до Индии.

### 1940-е годы
В 1940 году в Тибет отправились две группы казахов из 200 и 300 семей соответственно. Затем они объединились с людьми Заипа-тайджи и в сентябре того же года добрались до Тибета, где в течение года сражались с местными племенами. Во время этого перехода погибло около 2 тыс. казахов, среди которых был и Заип-тайджи. В сентябре 1941 года до границ британской Индии добрались 3039 казахов, которых после длительных переговоров британцы отправили в Ладакх.
Прибывшие казахи столкнулись со множеством проблем. Они были размещены в охраняемом и окружённом палаточном городке в Музаффарабаде. В непривычных климатических условиях, истощённые длинным переходом, казахи погибали по 10—15 человек в день, уцелевший скот погибал от отсутствия корма. В марте 1942 года несколько человек во главе с Елисхан-батыром бежали из лагеря и отправились в Пенджаб к Аслам-хану. С его помощью они добились разрешения на переезд казахов в Пенджаб, и в апреле 1942 года они были перевезены в деревню Тернава близ Равалпинди. Численность казахов не переставала падать — за год численность упала с 3 тыс. до 1,2 тыс. человек. Не было и естественного прироста — из-за тяжёлого положения женщины не могли забеременеть. Власти разрешили выбрать места для дальнейшего переселения и в 1943 году 450 казахов переехали в Бхопал. В том же году в возрасте 34 лет скончался Елисхан-батыр, возглавлявший общину казахов.
В Бхопале казахам разрешили открыть «Казахский центр» и школу, где преподавали на казахском, арабском и языке урду. Им было отказано в выплате ежемесячного пособия, и они зарабатывали себе на пропитание шитьём одежды. С 1944 года группы казахов начали покидать Бхопал и переселяться в Лахор, Дели и Калькутту. Не прижившиеся в Индии казахи стали искать пути переезда из этой страны. В посольстве Турции в Бомбее казахам было отказано в переселении — страна не имела материальных возможностей для этого. Казахи стали задумываться о возвращении обратно в Синьцзян. В конце концов группа из 40 казахских семей в 1947 году сумела вернуться в Синьцзян. В 1948 году казахи были вынуждены покинуть Дели, Калькутту и др. города и переселиться в новое исламское государство — Пакистан.

### 1950-е годы
28 марта 1950 года около тысячи казахских старшин собрались на совещание в Баркуле, на которое их созвал Оспан-батыр. Большинство из них решило переселиться в Индию ради спасения своих сородичей. Оспан-батыр и Жанымхан Тилеубайулы решили остаться и продолжить борьбу против коммунистов.
Повсеместно преследовавшие казахов коммунисты в декабре 1950 года нанесли им поражение при Газкуле (Гэсыкоу), вынудив их покинуть и это прибежище. 15 декабря группа из 200—300 семей вместе со скотом направились через Тибет в Индию. Благодаря тому, что вместе с ними были люди, ранее совершавшие переход через эту местность, им удалось избежать значительных потерь. Отдельно от них выдвинулась группа из 234 человек, которая направилась в Лхасу, но к этому времени коммунисты уже успели захватить контроль над Тибетом, и их поджидала опасность. Этой группе удалось ускользнуть от засады и дойти до Кашмира 18 августа 1951 года. В сентябре к ним присоединились остальные группы казахов из Синьцзяна. Их не пустили на территорию Пакистана, и несколько недель они жили в миле от пакистанской границы, пока китайцы однажды ночью не напали на лагерь. После увиденного пограничники дали разрешение на пересечение границы, и 10 октября казахи перебрались в Пакистан.

### Дальнейшее переселение
Старейшины казахов в Пакистане и Индии, не сумевшие добиться для себя гражданства этих стран, стали обсуждать дальнейшие пути для миграции. Первым вариантом был переезд в Саудовскую Аравию, где проживали единоверцы-мусульмане. Второй вариант предполагал переселение на Тайвань, где уже находился Далелхан Жаналтай и другие казахи. Третьим вариантом было переселение в США — казахи установили хорошие отношения с американскими дипломатами, и власти США обещали разместить их в Калифорнии и Техасе. Четвёртым вариантом было остаться в Индии и Пакистане, а пятый вариант предполагал переселение в Турцию.
Вариант переезда на Тайвань был отвергнут по той причине, что казахи перестали доверять китайцам, а от США отказались из-за значительной отдалённости и другой религии — казахи хотели сохранить этническое самосознание у последующих поколений. Арабские страны были слишком непривычными для казахов, а оставаться в Индии и Пакистане далее было невозможно. Кроме того, во всех перечисленных странах казахи могли подвергнуться ассимиляции. Как наиболее оптимальный вариант, была выбрана Турция, где говорили на одном из тюркских языков и исповедовали ислам.
17 октября 1951 года была создана Восточно-Туркестанская Ассоциация казахских беженцев, в обязанности которой входила организация переезда казахов из Пакистана в Турцию, противодействие китайским властям, агитировавшим за возвращение в Синьцзян и всяческая помощь казахским беженцам в Индии и Пакистане. 13 марта 1952 года Кабинет министров Турции указом № 3/14595 разрешил казахам из Пакистана, Индии и Саудовской Аравии переселиться в Турцию.
В октябре 1952 годы 22 казахские семьи из 102 человек были автобусами доставлены из пакистанского Кашмира в Дели, затем на поезде они добрались до Бомбея, далее на пароходе они достигли Карачи, а затем и Басры (Ирак). Из Басры на автомобилях они добрались до границы Турции, где были пересажены на поезд до Стамбула. 12 ноября 1952 года и 1 января 1953 года первые беженцы опубликовали обращение к казахам Синьцзяна, агитируя их присоединиться к ним.
Вторая группа беженцев из 80 человек выдвинулась из Кашмира 15 декабря 1952 года. Около 350 казахов, оставшиеся после ухода первой группы, спустя 15 месяцев смогли добраться до Турции. Последние группы беженцев покинули лагерь в Сринагаре в 1954 году. Группа Далелхана Жаналтая оставалась в Кашмире до 1969 года, так и не переселившись на Тайвань.

### В Турции
Казахские беженцы были расселены в лагерях под Стамбулом, где в общей сложности провели 1,5 года. Официально расселённые мигранты по собственной просьбе переехали в горные и пастбищные места на западе Анатолии.
Список казахов из лагерей под Стамбулом, расселённых в различные районы Турции, составленный Хызырбеком Гайретуллой:
| провинция | округ     | число семей | выделенные земли (в дёнюмах) |
| --------- | --------- | ----------- | ---------------------------- |
| Кайсери   | Девели    | 104         | 3328                         |
| Конья     | Конья     | 72          | 11664                        |
| Сакарья   | Адапазары | 2           | —                            |
| Маниса    | Салихлы   | 160         | —                            |
| Нигде     | Улукышла  | 226         | 16995                        |
| всего     |           | 562         | 31987                        |

По другим данным, в Салихли проживали 300 семей, вместе с казахами в Девели их число достигало 700—800 человек. В провинции Нигде проживали 163 казахские семьи. Все казахи в Турции занимались сельским хозяйством и ремёслами. В 1960-е годы они стали перебираться в крупные города. Благодаря им в стране начало развиваться кожевенное производство и пошив изделий из кожи. Небольшие мануфактуры превратились в фабрики, появились казахские магазины и ателье.